# Réseau express régional lucernois
Le réseau express régional lucernois ou RER lucernois  (en allemand S-Bahn Luzern) est un réseau express régional utilisant l'infrastructure des lignes ferroviaires suisses situées sur le territoire du canton de Lucerne et des cantons voisins.

## Historique
Le RER de Lucerne a été introduit en même temps que le train urbain de Zoug lors du changement d'horaire du 12 décembre 2004. Comme Lucerne possède une gare terminus, mais que, contrairement à la région de Zurich par exemple, aucun investissement important n'a été réalisé dans l'infrastructure, le RER lucernois était au début constitué en grande partie de lignes de trains régionaux rebaptisées. Les voies d'accès à la gare de Lucerne, construite au XIXe siècle et à écartement normal, étant très sollicitée, l'aménagement d'arrêts en centre-ville sur ce tronçon est à ce jour impossible.
Outre les nouveaux arrêts du train urbain de Zoug, quatre nouveaux arrêts ont été ouverts avec l'introduction du RER de Suisse centrale : Baldegg Kloster, Buchrain, Kriens Mattenhof et Wolhusen Weid. Des nouvelles rames Stadler Flirt ont également été introduits sur la ligne S1.
En décembre 2005, l'arrêt Ewil Maxon a été ouvert sur la ligne du Brünigbahn (de) à Sachseln.
Avec le changement d'horaire de 2006, les arrêts Meggen Zentrum et Hochdorf Schönau ont été mis en service.
Au changement d'horaire 2007, la gare de Lucerne Verkehrshaus a été ouverte. Parallèlement, la ligne S3 a été prolongée d'Arth-Goldau jusqu'à Brunnen.
En décembre 2008, la cadence au quart d'heure sur la ligne S1 a été introduite entre Baar et Rotkreuz. En même temps, la ligne S18 Lucerne - Sursee a été créée, de sorte que la ligne S8 ne circule plus qu'entre Sursee et Olten.
Le changement d'horaire 2010/2011 a introduit les deux lignes S32 Arth-Goldau - Rotkreuz et S61 Luzern - Schachen LU, qui ne circulent que pendant les heures de pointe.
En novembre 2012, le tunnel de la Zentralbahn à Lucerne a été inauguré, et avec lui la station souterraine Luzern Allmend/Messe. Cette nouvelle station a permis de desservir la Swissporarena, la foire de Lucerne ainsi qu'une partie des quartiers Obergrund-Allmend et Sternmatt-Hochrüti. L'arrêt Allmend a été desservi pour la première fois lors du changement d'horaire du 9 décembre 2012. En raison d'adaptations des voies à l'entrée de la gare de Lucerne, les trains de la ligne S4 ne s'arrêtaient qu'en direction de Stans et les trains de la ligne S5 qu'en direction de Lucerne au cours de la première année du nouvel horaire. Depuis le changement d'horaire de décembre 2013, les deux lignes desservent l'arrêt toutes les demi-heures dans les deux directions, permettant ainsi d'obtenir une cadence de 15 minutes entre Lucerne et Hergiswil.

## Réseau actuel

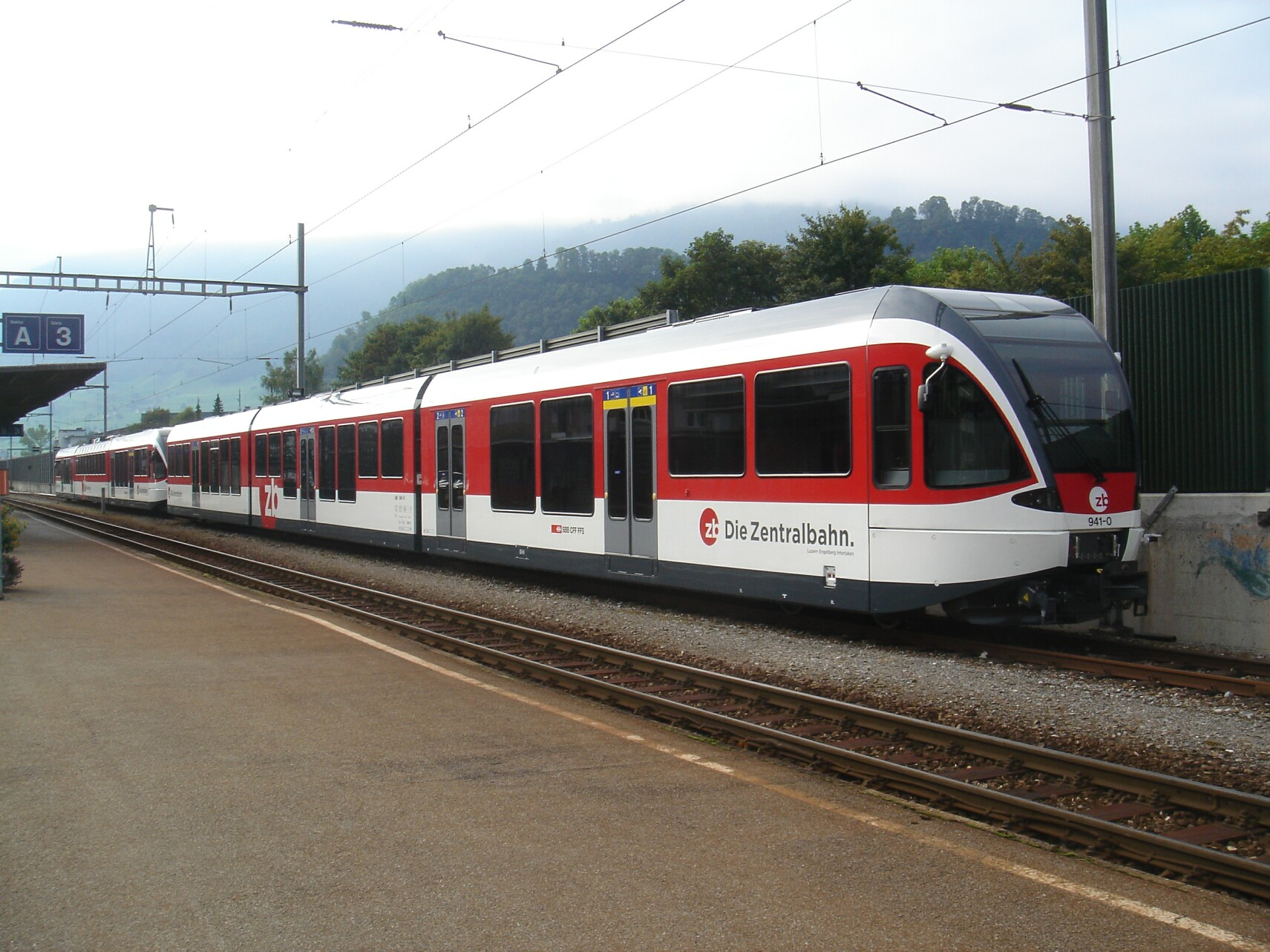
ABe 130 « Spatz » du Zentralbahn.

- S 1 Sursee – Lucerne – Rotkreuz – Zug – Baar
- S 3 Lucerne – Arth-Goldau – Schwyz – Brunnen
- S 31 Arth-Goldau – Rothenthurm – Biberbrugg (Südostbahn)
- S 4 Lucerne – Stans - Wolfenschiessen (Zentralbahn ex-LSE)
- S 41 Horw – Lucerne
- S 44 Lucerne - Hergiswil - Stans (Zentralbahn ex-LSE)
- S 5 Lucerne – Sarnen – Giswil (Zentralbahn ex-Brünig)
- S 55 Lucerne - Sarnen - Sachseln  (Zentralbahn ex-Brünig)
- S 6 Lucerne – Wolhusen – Willisau – Huttwil – Langenthal / Langnau im Emmental
- S 7 Wolhusen – Willisau – Huttwil – Langenthal
- S 77 Lucerne – Wolhusen – Willisau
- S 9 Lucerne – Hochdorf – Lenzburg (Seetalbahn)
- S 99 Lucerne – Hochdorf